# Red Sebastian
Seppe Herreman, dit Red Sebastian, est un auteur-compositeur-interprète belge né le 13 mai 1999 à Ostende (Belgique).
Suite à sa victoire lors de l'Eurosong 2025, il est sélectionné pour représenter la Belgique au Concours Eurovision de la chanson 2025 avec sa chanson Strobe Lights.

## Biographie
Seppe Herreman est né le 13 mai 1999 dans la ville côtière belge d'Ostende. En 2011, il commence à prendre des cours de chant dans une école de musique locale. Deux ans plus tard, à l'âge de 14 ans, il participe à la deuxième saison de l'émission Belgium's Got Talent sur la chaîne de télévision flamande VTM. Avec la chanson Ain't No Other Man de la chanteuse américaine Christina Aguilera, il arrive en finale,,. Après l'école secondaire, Herreman étudie le chant à l'Académie royale des beaux-arts (KASK) de Gand. Il y reçoit notamment l'enseignement du chanteur flamand Gustaph. Il joue également du piano depuis l'âge de neuf ans.
En 2019, le chanteur poursuit sa carrière sous le nom de scène Red Sebastian. En 2021, il sort son premier album, dont Embrace Me est le premier single. En 2024, il participe au talent show Sing Again de VTM, où il arrive en finale. En 2025, il signe un contrat avec la maison de disques CNR Records.

### Eurovision
En 2025, avec sa chanson dansante Strobe Lights, Red Sebastian est l'un des huit finalistes du concours télévisé Eurosong 2025 sur la chaîne de télévision flamande VRT 1. En tant que vainqueur il représente la Belgique au Concours Eurovision de la chanson 2025, qui se tient à Bâle, en Suisse,,,.
Le 13 mai 2025, jour de son vingt-sixième anniversaire, il participe à la première demi-finale, mais ne parvient pas à se qualifier pour la finale.

## Filmographie

### Télévision

#### Émissions
- 2013: Belgium's Got Talent (Flandre) - VTM - participant: finaliste[13]
- 2024: Sing Again - VTM - participant: finaliste[14],[15]
- 2025: Eurosong (Belgique) - VRT 1 - participant: vainqueur[16]

## Discographie

### EP
- 2023 : Bedroom Secrets

### Albums
- 2021 : You

### Singles
- 2021 : Embrace Me
- 2021 : Fading Away
- 2021 : Keep Going Back to You
- 2021 : Some Kinda Way
- 2021 : You
- 2023 : Letting Go
- 2023 : Soft Suede  (single edit)
- 2023 : Appetite  (single edit)
- 2024 : In Your Eyes
- 2025 : Strobe Lights